# Лютеранська кірха (Луцьк)
Церква «Дім Євангелія» — культова споруда Церкви Баптистів у місті Луцьк. 
Пам'ятка архітектури, розташована на вулиці Караїмській, 16, в історико-культурному заповіднику.
Кірху було збудовано у 1906 році як храм Луцької лютеранської громади. З часу побудови вона виконувала роль одного з головних храмів німецьких колоністів Волині. Однак у зв'язку з подіями Другої світової війни занепала. В радянські часи вона належала різним установам, головному архіву. Із розпадом Радянського союзу кірха була віддана громаді баптистів, які належно відреставрували споруду. Тепер вона є пам'яткою архітектури, силует якої займає вагоме композиційне та естетичне місце у загальному тлі Луцького заповідника.
Біля фасадної стіни кірхи 1 жовтня 2015 року відкрито пам'ятний знак волинським німцям — жертвам депортації 1915—1916 рр. до віддалених регіонів Російської імперії.

## Передісторія
На вулиці Караїмській у 1741 р. почав будуватися костел Діви Марії ордену кармелітів. Фундатором виступив венденський стольник Анатолій Базальський, який надав монастирю кармелітів село Борохів та 19 тисяч злотих на побудову костелу. Через кільканадцять років костел завершили у бароковому стилі. Стіни та стеля інтер'єру були розписані фресками високої майстерної роботи. Пізніше, у 1764 році, волинський підстолій Станіслав Манецький відбудував костел після пожежі. Однак у 1845 році костел знову згорів і не був відновленим. Кілька десятиліть простояв руїною, аж поки його не почали розбирати .
Коли Волинь опинилася у складі Російської імперії, то уряд сприяв переселенню сюди німців, оскільки сподівався з їх допомогою відновити та вивести на високий рівень сільське господарство та промисловість. Особливо активно на Волині почали утворюватися німецькі колонії у 70-80х роках XIX ст. Для духовних потреб переселенців діяли релігійні протестантські громади. На початок ХХ ст. релігійні служби на Волині здійснювали 13 кірх і 191 молитовний будинок .
Коли у 1899 р. була створена Луцька ад'юнктура, постала потреба для нового храму. Тому згодом погост костелу кармелітів міська влада віддала під будівництво німецької лютеранської кірхи, яка мала обслуговувати лютеран Луцька та навколишніх сіл. 

## Німецький період: від початку до занепаду

### В Російській імперії
На будівництво нового лютеранського храму Луцької ад'юнктури претендували два міста — Луцьк і Торчин. Хоча Торчин об'єднував більше сотні німецьких поселень, але врешті-решт перевагу надали Луцьку, мотивуючи цей вибір близькістю до залізниці та різних адміністративних органів, із якими треба узгоджувати будівництво храму. Місце під кірху спочатку розглядалося у межах двох передмість тодішнього Луцька, які пропонувалися безкоштовно. Проте аби не образити жодну з громад цих передмість, було вирішено прийняти запропоновану містом ділянку на погості кармелітського монастиря . Хоча ділянку під кірху міська Дума дала безкоштовно, проте з такою умовою: протягом 3 років лютеранська громада своїм коштом повинна замостити бруком вулицю Кармелітську (тепер Лютеранська) до перетину з Домініканською (тепер Драгоманова). Внаслідок певних причин цього не було зроблено у відведений термін. Робота затягнулася ще на рік і була завершена наприкінці 1905 р.
24 червня 1905 р. відбулася урочиста церемонія закладення наріжного каменя у фундамент майбутньої кірхи, запроектованої архітектором Християном Бейтельсбахером у неоготичному стилі. Будівельний комітет був очолений пастором В. Шлуппом. Роботи зі спорудження кірхи тривали близько 15 місяців. Члени лютеранської громади активно допомагали будівельникам, виконуючи нефахові, але потрібні на будівництві роботи. Це дещо зекономило кошти та час. Загалом сума, витрачена на будівництво, склала близько 43 000 руб., що на той час вважалося цілком прийнятним для такої великої споруди. 19 вересня 1907 р. відбулося освячення храму. Кореспондент газети Волынская жизнь писав :
| | \| 6 вересня в м. Луцьку відбулося освячення нової лютеранської кірхи. Ще напередодні стали з'їжджатися на це торжество німці-колоністи. Всього народу було близько 8 тисяч. 6 вересня об 11 годині ранку генерал супер-інтендент Пенгу вийшов до вівтрая, а потім стали до нього підходити по черзі десять пасторів, в числі яких были луцький пастор Шлуп, житомирський - Вазен, рівненський - Альт-Гаузен, володимир-волинський - Гедтке. ...Потім супер-інтендент Пенгу сказав проповідь з нагоди освячення храму, а потім здійснив обряд самого освячення. Передусім були освячені амвон, вівтар, орган і дзвін, а потім почалось звичайне богослужіння, під час якого місцевий пастор Шлуп промовив коротку проповідь, а віруючі співали псалми під звуки органа. ...Свято закінчене сніданком, влаштованим у "Гранд-Готелі", де крім всього духовенства і церковної ради, були і гості... \|Оригінальний текст (рос.) 6 сентября въ г. Луцкѣ состоялось освященіе новой лютеранской кирхи. Еще наканунѣ стали съѣзжаться на это торжество нѣмцы-колонисты. Всего народу было около 8 тысячъ. 6 сентярбря въ 11 часовъ утра генералъ суперъ-интендентъ Пэнгу вышелъ къ алтарю, а затѣмъ стали къ нему подходить по очереди десять пасторовъ, въ числѣ которых были луцкій пасторъ Шлупъ, житомірскій - Вазенъ, ровенскій - Альтъ-Гаузенъ владімірволынскій - Гедтке. ...Затѣмъ суперъ-интендентъ Пэнгу сказалъ проповѣдъ по поводу освященія храма, а потомъ совершилъ обрядъ самаго освященія. Прежде всего были освящены амвонъ, алтаръ, органъ, и колоколъ, а затѣмъ началось обычное богослуженіе, во время котораго мѣстный пасторъ Шлупъ произнесъ краткую проповѣдь, а молящіеся пѣли псалмы, подъ звуки органа. ...Праздникъ законченъ завтракомъ, устроеннымъ въ "Грандъ-Отелѣ", гдѣ кромѣ всего духовенства и церковнаго совѣта, были и гости... |
| 6 вересня в м. Луцьку відбулося освячення нової лютеранської кірхи. Ще напередодні стали з'їжджатися на це торжество німці-колоністи. Всього народу було близько 8 тисяч. 6 вересня об 11 годині ранку генерал супер-інтендент Пенгу вийшов до вівтрая, а потім стали до нього підходити по черзі десять пасторів, в числі яких были луцький пастор Шлуп, житомирський - Вазен, рівненський - Альт-Гаузен, володимир-волинський - Гедтке. ...Потім супер-інтендент Пенгу сказав проповідь з нагоди освячення храму, а потім здійснив обряд самого освячення. Передусім були освячені амвон, вівтар, орган і дзвін, а потім почалось звичайне богослужіння, під час якого місцевий пастор Шлуп промовив коротку проповідь, а віруючі співали псалми під звуки органа. ...Свято закінчене сніданком, влаштованим у "Гранд-Готелі", де крім всього духовенства і церковної ради, були і гості... | |

На центральній вежі було встановлено великий дзвін, привезений з німецького міста Бохума. Всередині храму поставили орган із 16-ма регістрами фабрики Gebrüder Rieger (тепер Rieger Orgelbau). Традиційно єдина нава протестантського храму являла собою світлу залу з широкими хорами та високими стрілчастими вікнами. Три вівтарні вікна були розписані. На середньому було зображення Христа із Торвальдсена. Однак оздоблювальні роботи всередині продовжувалися ще аж до 1911 р.
Під час Першої світової війни керівництво російської армії видало наказ про виселення німців з Волині. Пастор Зігмунд Лоппе був узятий російськими військовими у заручники на 10 днів, аби переконати громаду не чинити опору під час виселення . Сама ж кірха трохи постраждала від бойових дій. Пошкодженим виявився фасад, розбито більшість лавок, стільців, знищено орган, вітражі вівтаря та інше. Проте вже у 1917 р. німці почали вертатися у свої колишні колонії. Вернувся і пастор Лоппе. У підземному приміщенні храму він опікувався шпиталем, де лікували хворих на висипний тиф. Невдовзі він сам помер від тифу. На короткі два роки пастором став Теодор Бергман, присланий із Холма.

### В ІІ Речі Посполитій
У 1921 р. новим луцьким пастором став А.Клайндінст. На той час Волинь за Ризьким мирним договором відійшла до Польщі, і Луцька ад'юнктура стала підпорядковуватися Варшавській Консисторії. Через два роки почалися відновлювальні роботи у храмі: відремонтували інтер'єр та засклили вікна. Потім придбали новий орган. У 1927 р. поряд з кірхою звели будинок пастора та школу . А ще через 2 роки кірху відвідав президент Польщі І. Мосціцький. Луцькі лютерани видавали газети: Wolhynischer Bote (1927—1935) та Wolhynischer Volkskalender (1936—1938). Хоча пастор Клайндінст був головою Асоціації німецьких пасторів Євангелічно-Лютеранської Церкви в Польщі та членом інших, у 1938 р. почалися проблеми із владою та Консисторією. В березні цього року була закрита школа попри апеляції. Клайндінст був усунутий з луцького пасторства і йому на заміну Консисторія прислала Отто Франка. Причиною цього була формальність, згідно з якою прихід Клайндінста у 1923 р. на пасторство Луцької ад'юнктури не було достатнім для підтвердження його польського громадянства. Це вказувало на полонізаційні замахи влади.

Попри труднощі у міжвоєнний період кірха була центром духовного та громадського життя лютеранської громади Луцького повіту. Однак наблизилася Друга світова війна, і за домовленістю радянського та німецького урядів німецькі колоністи Волині були виселені на територію Польщі. Таким чином лютеранська кірха втратила своїх господарів, які більше не повернулися на ці землі.

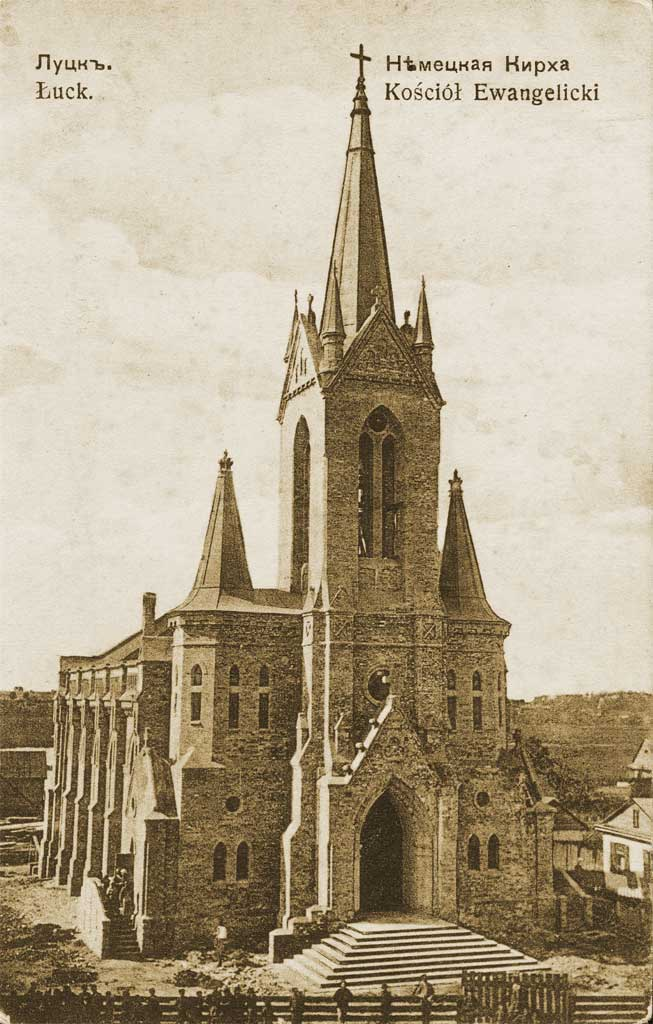
Перша світлина кірхи
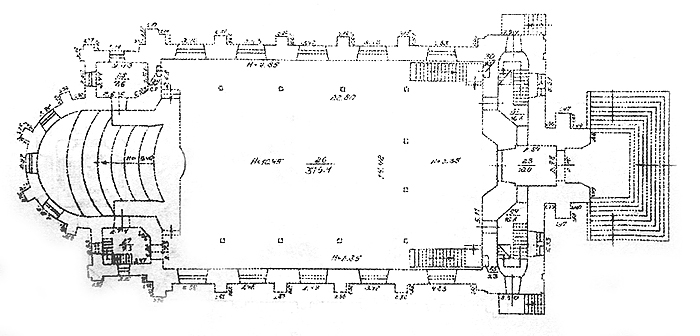
План
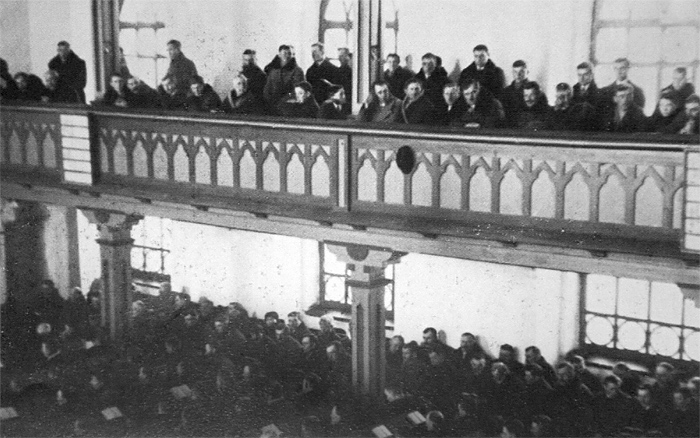
Інтер'єр (1939)

## Час руїни та відродження
Після виселення німців кірха пустувала. Під час війни знову була пошкоджена. Аж у 1951 р. її передали Волинському обласному державному архівові. У 1960 р. Волинню пронісся сильний буревій, який зніс високий шпиль, а також пошкодив менші бічні шпилі. А в 1972 р. пожежа знищила дах. Деякі елементи зовнішнього декору були розібрані. Через два роки почалися ремонтні, але не реставраційні роботи. Приміщення отримало новий дах, покритий бляхою. Цегляні парапети були розібрані. Нава була розділена на два поверхи плоским перекриттям . Це все дуже спотворило вигляд храму. Всередині розмістилися документальні фонди.
У наступному десятилітті ситуація почала дещо вирівнюватися. У 1981 р. кірха була визнана пам'яткою архітектури. Згодом для обласного архіву збудували нове велике приміщення, куди він і переїхав. А для кірхи почали створювати план переобладнання її в органний зал. Мали відремонтувати приміщення та створити відповідні умови для органної музики. Розрахунки передалися у Чехію для виготовлення органу. Також розроблявся проект реставрації кірхи. У 1988 р. роботи вже велися, але повільними темпами. Проте з певних причин робота зупинилася. В наступні роки велися переговори про передачу кірхи громаді євангельських християн-баптистів. Врешті-решт рішенням виконавчого комітету Волинської обласної ради кірха була передана баптистам.

У 1991 р. почалися повна реставрація храму. Були відчищені тьмяні цеглини, а розбиті обстрілами Першої світової були замінені на нові. Відновили шпилі та всі втрачені елементи екстер'єрного декору. Виготовили та встановили хрест на центральному куполі дзвіниці. Всередині встановили різьблені меблі, балкони, кафедру. Замуровані вікна абсиди відновили і вставили нові вітражі автора Віталія Юрченка. Це та багато іншого повернуло кірсі первісний вигляд та використання її для зібрань баптистів. Бруківка перед центральним входом була замінена на нову, а поряд звели будинок для освітніх, канцелярських та побутових потреб. 12 червня 1994 р. відбулася урочиста посвята кірхи як «Дім Євангеліє».

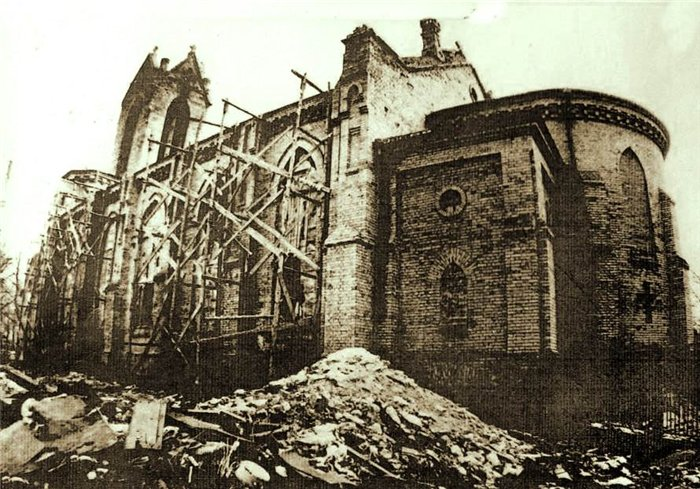
Кірха станом на 1990 рік

## Сьогодні
Сьогодні пам'ятка архітектури «Лютеранська кірха» належить євангельським християнам-баптистам під назвою «Дім Євангелія». З 1998 року при церкві діє недільна школа для дітей. Також громада займається місіонерською діяльністю. Пастором є Краснецький Юрій.
Лютеранська громада Луцька, яка первинно будувала храм, в наш час розміщується у Будинку пастора
побудови 1927 року, який розташовується поруч із кірхою. Це євангелічно-лютеранська церква Христа Спасителя ЄЛЦ України .

### Архітектура
Лютеранська кірха була зведена в неоготичному цегляному стилі. Нетинькована. Для лицювання використана жовта клінкерна високоякісна цегла розміром 27х13х7 см механізованого цегельного заводу Лучанин фабриканта А.Глікліха. Також використовувалася різнопрофільна цегла для деталей екстер'єру. Для внутрішньої кладки стін частково використана цегла кармелітського костелу.
Це однонефна споруда з високою дзвіницею над входом. У дзвіниці дзвонів немає. Інтер'єр традиційно має нартекс, хори, наву (неф) і абсиду. Зліва від сцени для хору розміщений проповідницький амвон на підвищенні. В апсиді на місці вівтаря розташована сцена для хору. Органу храм не має. Зовні вхід має перспективний портал стрілчастого профілю, який завершується крутим фронтоном. До орієнтованої на захід абсиди прибудована ризниця та паламарня. До верху спостерігається наростання гостроконечних об'ємів. Вікна мають стрілчасте завершення, нава та абсида підпираються контрфорсами з аркатурою. Високий 24 м шпиль кірхи, який завершує вертикальну композицію, підтримують бічні шпилі менших розмірів, розташовані над нартексом . Кірха займає важливе місце в композиційній завершеності майдану перед нею та вулиці Кафедральної (головного композиційного напрямку схід-захід заповідника), на протилежному кінці якої розташована В'їзна вежа Замку Любарта. Висока дзвіниця та шпиль кірхи відіграють вагому естетичну роль у загальній панорамі Старого міста.

## Пастори
- Арнольд Фрідріх Гофман (1899—1904)
- Вальдемар Олександр Шлупп (1905—1911)
- Зігмунд Август Лоппе (1911—1916, 1918—1919)
- Теодор Бергман (1919—1921)
- Альфред Рудольф Клайндінст (1921—1938)
- Отто Франк (1938—1939)

## Світлини

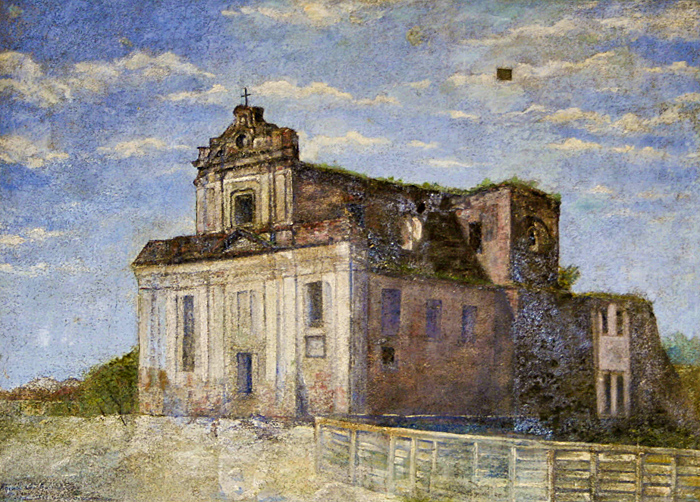
Руїни кармелітського костелу з латинської кафедри, XIX ст.
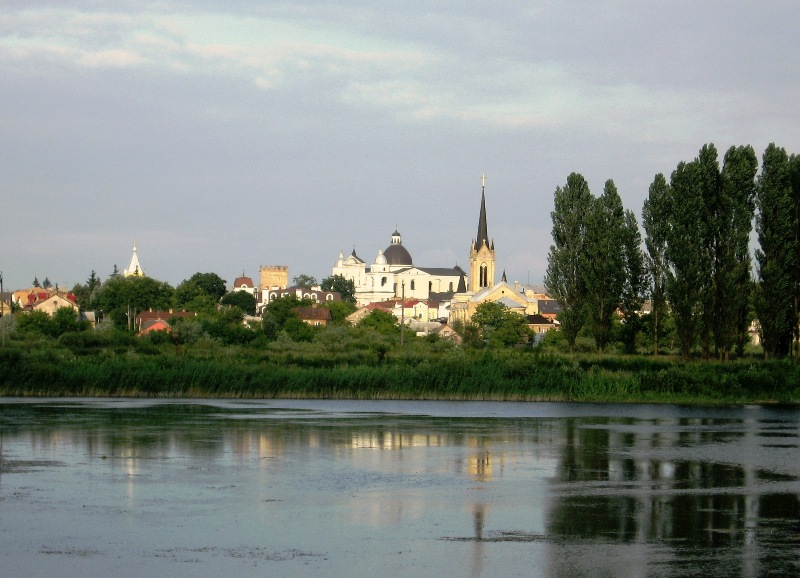
Шпиль кірхи у панорамі Старого міста
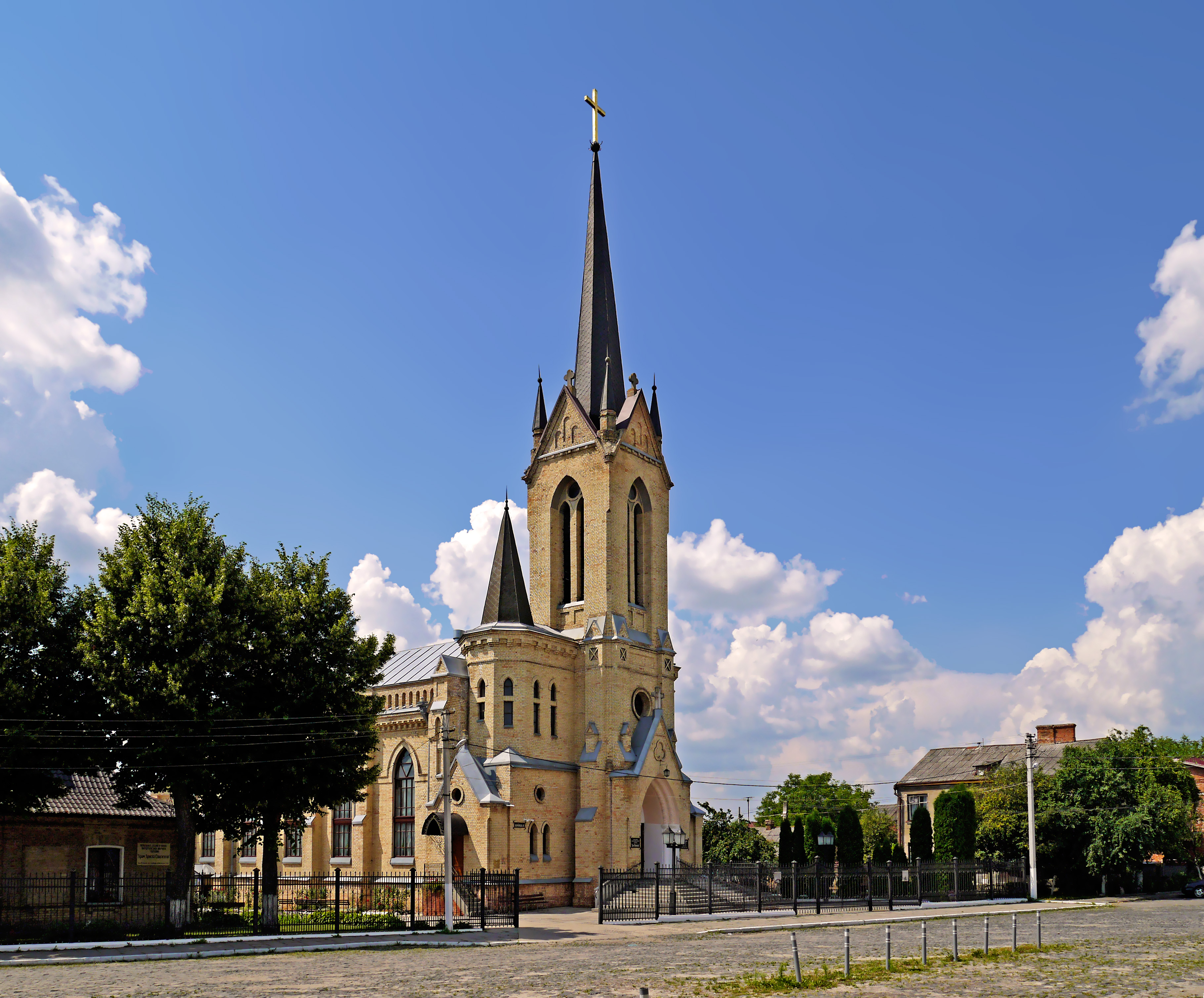
Вид на кірху з вулиці Кафедральної
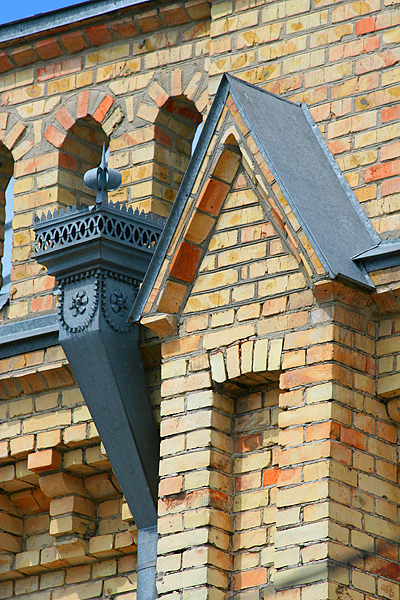
Елемент декору
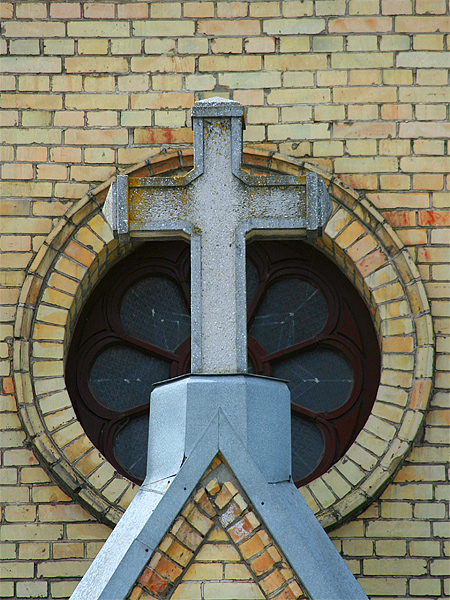
Елемент
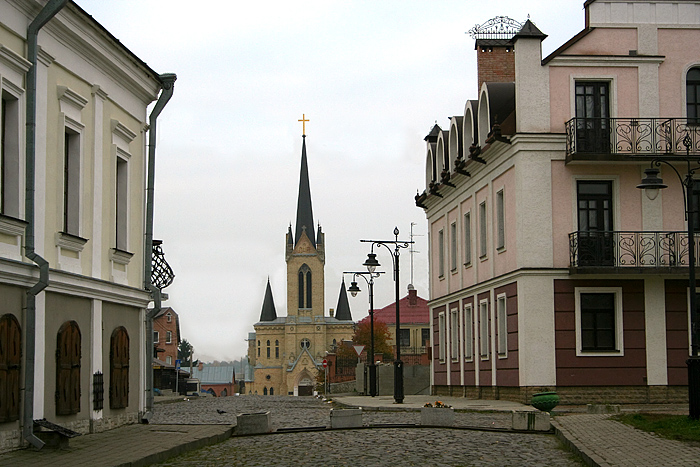
Кірха серед міста
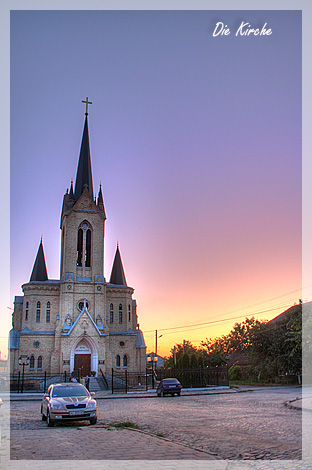
Під час заходу сонця
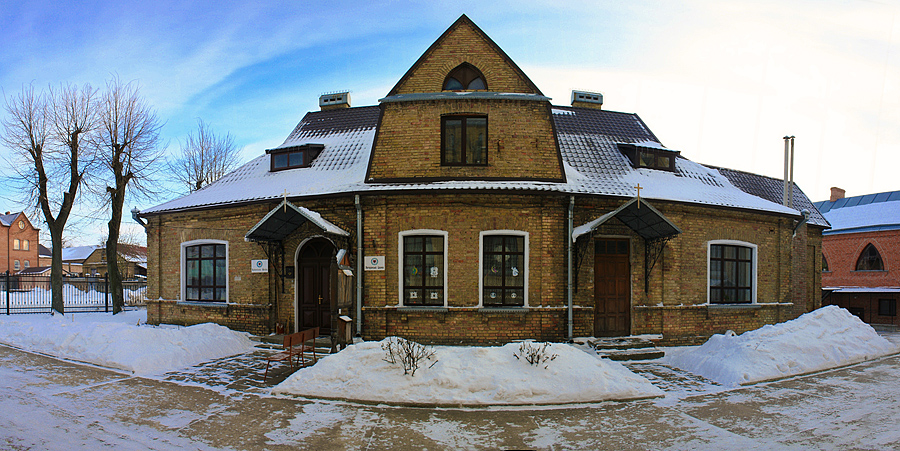
«Будинок пастора». Лютеранська церква
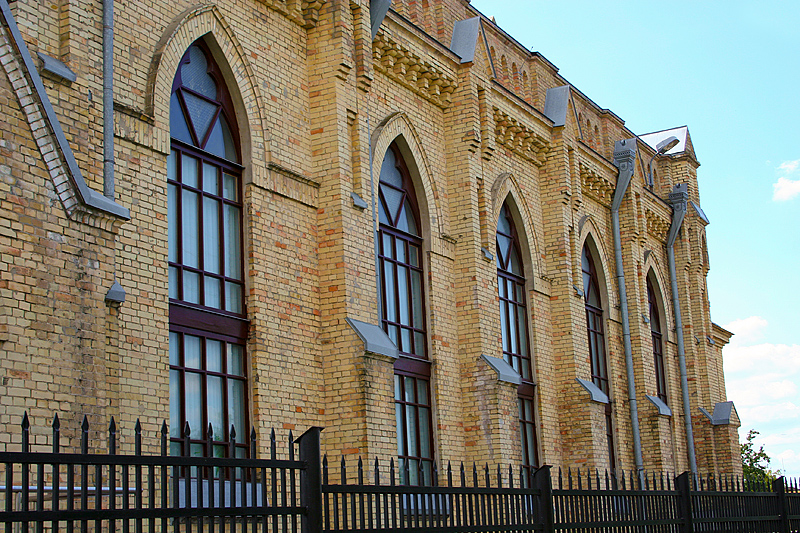
Бічна стіна
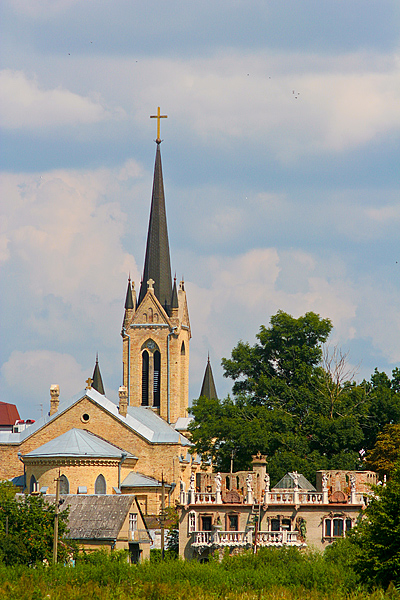
Кірха і будинок з хімерами
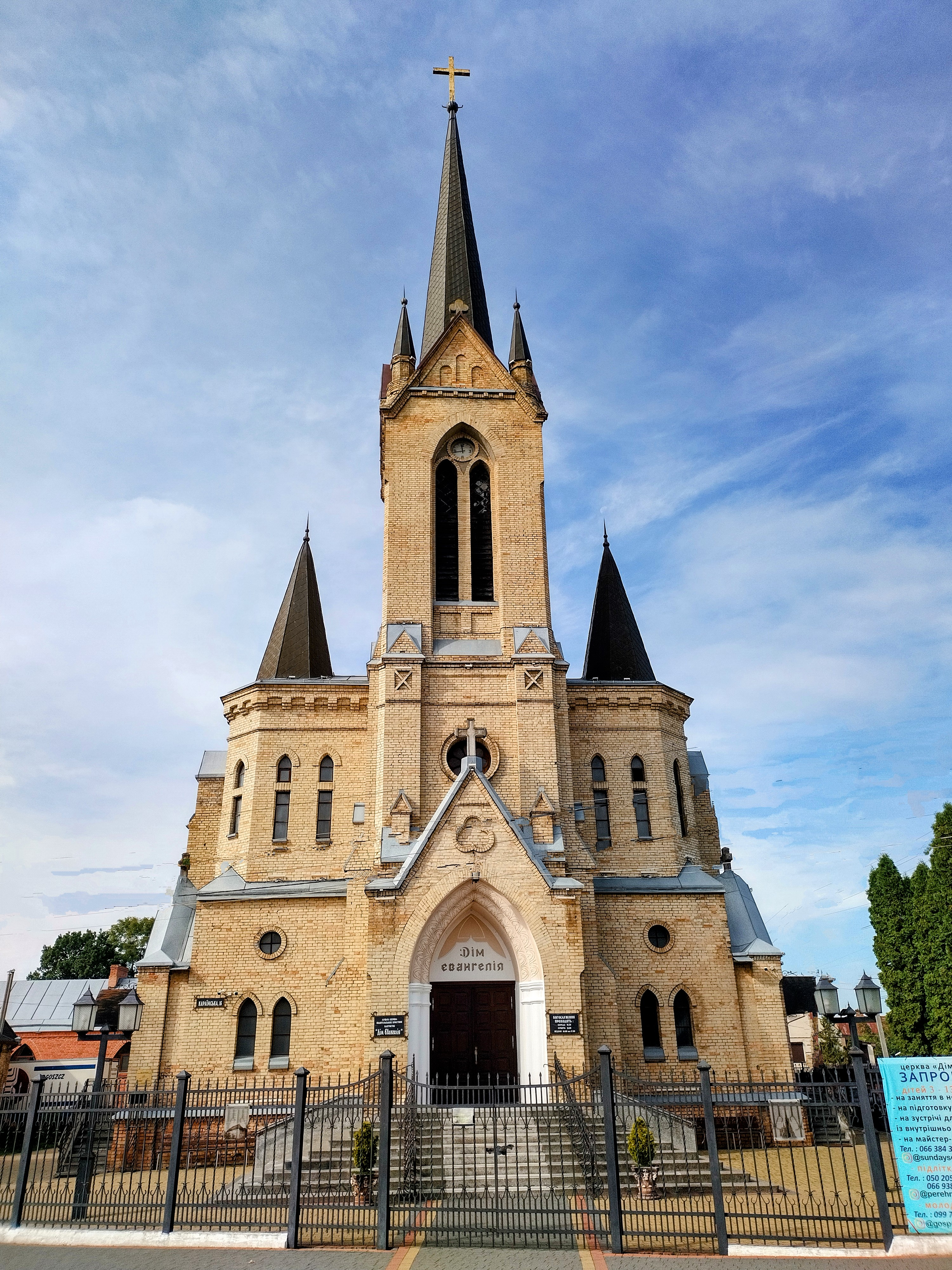
Головний фасад (2022)
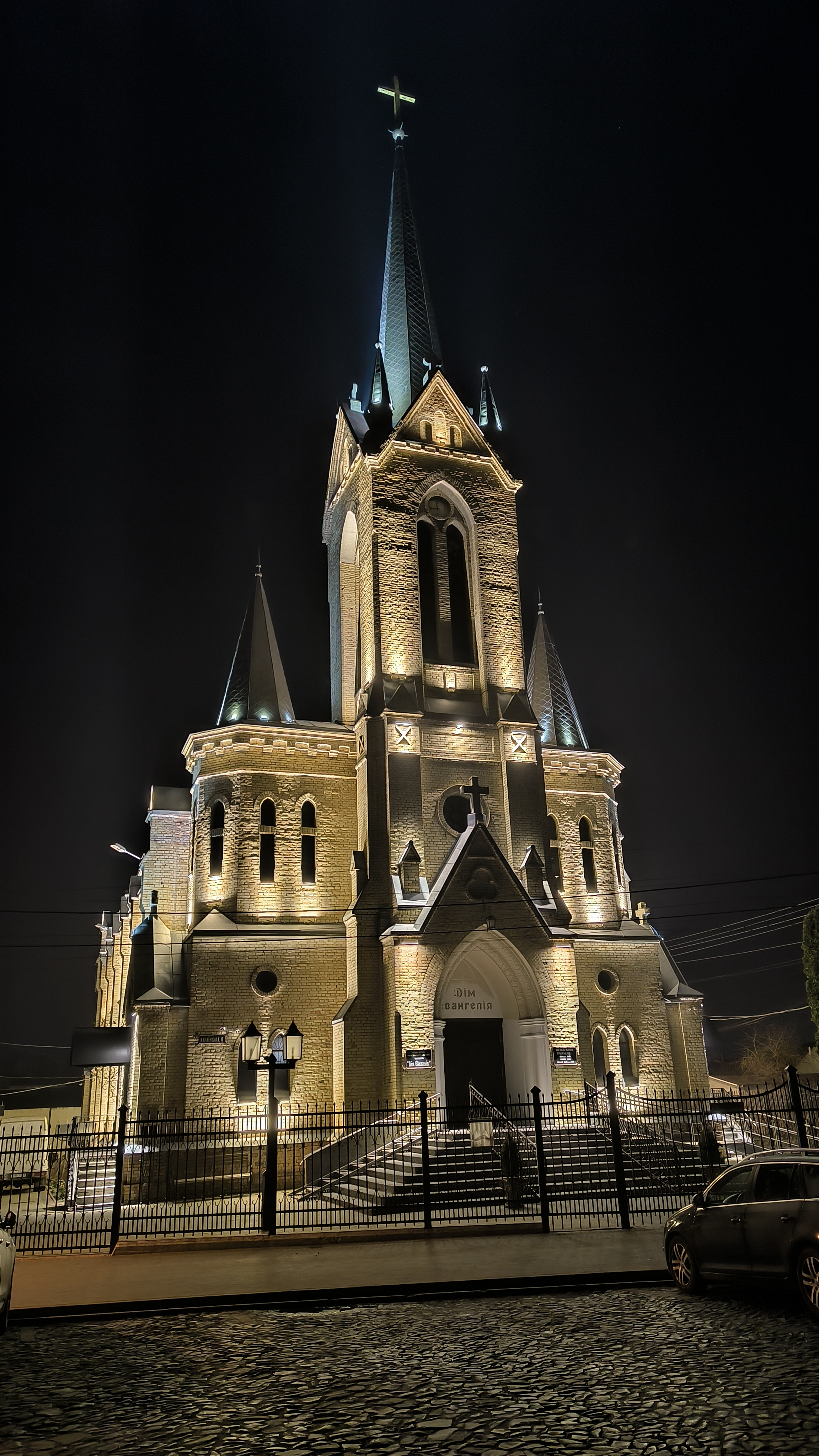
Вигляд церкви вночі